# Mihály Vörösmarty

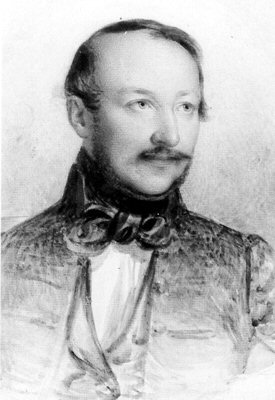
Mihály Vörösmarty.

Mihály Vörösmarty (1 de diciembre de 1800-19 de noviembre de 1855), fue un poeta y dramaturgo húngaro, considerado uno de los máximos representantes del Romanticismo en su país.

## Biografía
Mihály Vörösmarty nació en Kápolnásnyék, en el seno de una familia católica. Fue educado por los cistercienses en Székesfehérvár, y más tarde en las prestigiosas Escuelas Pías de Pest. La muerte de su padre lo dejó en la pobreza, por lo que debió valerse por sí mismo para salir adelante y pagarse sus estudios.
Los hechos ocurridos durante la dieta de 1825 encendieron su patriotismo y dieron una nueva dirección a su poesía, hasta entonces compuesta básicamente por un drama titulado Salomón. Su implicación en la vida pública de Hungría fue aún mayor después de enamorarse de Etelka Perczel, que pertenecía a una clase social superior a la suya. Muchos de sus poemas líricos expresan esta pasión amorosa, mientras que su patriotismo se manifiesta en sus composiciones épicas, que fueron las que le dieron mayor fama: Zalán futása ("la huida de Zalán") (1824), Cserhalom (1826), El valle encantado (1827) y Eger (1827).
Cuando estas composiciones aparecieron, Vörösmarty fue aclamado por los románticos, en especial los miembros del Círculo Aurora como Károly Kisfaludy o Ferenc Toldy. Esto le permitió abandonar su trabajo como tutor familiar y dedicarse a la literatura a tiempo completo, e instalarse en Buda, más cerca de los centros culturales del país. Entre 1823 y 1831 compuso cuatro dramas (entre ellos Csongor y Tünde, considerado su obra maestra en este campo) y ocho poemas épicos más breves, entre los que destaca A két szomszédvár ("Dos castillos vecinos") (1831).

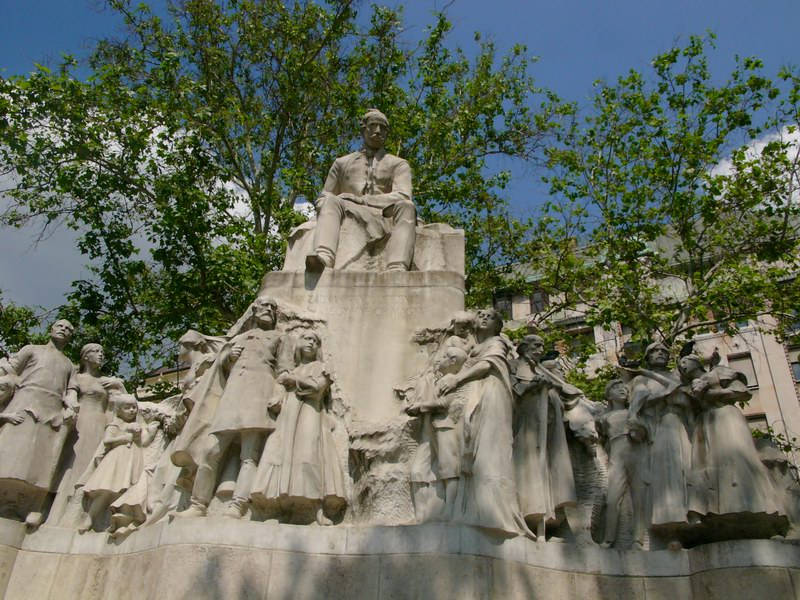
Estatua del poeta en Vörösmarty tér.

Cuando se fundó la Academia Húngara de las Ciencias en noviembre de 1830, fue elegido miembro de la sección filológica, en cuya dirección terminaría sucediendo a Károly Kisfaludy. En esta condición, coordinó un Diccionario completo de la lengua húngara y un Diccionario de dialectos húngaros, y fue coautor de un diccionario húngaro-alemán, así como de una gramática del húngaro para germanoparlantes. Fue también uno de los fundadores de la "Sociedad Kisfaludy", y en 1837 contribuyó a la formación del Ateneo y de Figyelmező, una revista de crítica literaria. En esta época, y hasta 1843, se dedicó fundamentalmente a escribir dramas que tuvieron escaso éxito entre sus contemporáneos, de entre los que quizás el más notable es Vérnász ("Boda de sangre", 1833), que fue premiado por la Academia. También publicó varios volúmenes de poesía, entre ellas Szózat ("Llamamiento", 1836), que se convirtió en himno nacional de Hungría al igual que Himnusz, de Ferenc Kölcsey. Su matrimonio con Laura Csajághy en 1843 le inspiró una serie de poemas eróticos. En 1848, en colaboración con János Arany y Sándor Petőfi, tradujo las obras completas de William Shakespeare.
Gracias al apoyo de Lajos Kossuth y Imre Cseszneky, Vörösmarty fue elegido para representar a la ciudad de Jánoshalma en la dieta de 1848, y en 1849 fue nombrado juez del Alto Tribunal. El fracaso de la Revolución Húngara de 1848 le afectó profundamente: se exilió durante un breve período, y cuando volvió a Hungría en 1850 se había convertido ya en un anciano melancólico. Murió en Pest en 1855, en la misma casa en la que había muerto Károly Kisfaludy veinticinco años antes. El día de su funeral fue declarado día de luto nacional, y se recogió una suscripción nacional en favor de sus hijos, que fue recogida por Ferenc Deák.